# Robert Sean Leonard
Robert Sean Leonard (Westwood, New Jersey, 1969. február 28. –) Tony-díjas amerikai színész. Legismertebb szerepe dr. James Wilson, a Doktor House című sorozatban.

## Élete
A New Jersey-i születésű Robert Sean Leonard 14 éves korában (1983) New Yorkban kezdte pályafutását, 20 évesen (1989) az Oscar-díjas Holt költők társasága című filmben játszott főszerepet Robin Williams és Ethan Hawke oldalán. 1990-ben Paul Newmannel és feleségével, Joanne Woodwarddal játszott a Mr. és Mrs. Bridge című filmben, ahol a házaspár a címszereplő házaspárt, ő pedig a fiukat alakította. 2001-ben  Tony-díjjal tüntették ki A szerelem mint találmány című színműben nyújtott alakításáért. 2003-ban a legjobb férfi mellékszereplő kategóriában jelölték a Hosszú út az éjszakába című darabért, melyben egy színpadon játszott Brian Dennehyvel, Vanessa Redgravevel és Philip Seymour Hoffmannal. 2001-ben Ethan Hawke és Uma Thurman főszereplőtársaként láthattuk a Visszajátszás című filmdrámában, majd az Ethan Hawke rendezésében készült Chelsea Walls című drámaadaptációban játszott Kevin Corrigan, Vincent D’Onofrio, Uma Thurman, Kris Kristofferson, Natasha Richardson és Rosario Dawson társaságában.

## Filmjei
- Atomjáték (1986)
- My best friend is a vampire (1987)
- Holt költők társasága (1989)
- Mr. és Mrs. Bridge (1990)
- Aki kapja, marha (1991)
- Swing mindhalálig (1993)
- Az ártatlanság kora (1993)
- Sok hűhó semmiért (1993)
- Halálhírre várva (1994)
- A hetedik fiú (1994)
- Killer - Egy sorozatgyilkos naplójából (1996)
- Csillagvirágok (1997)
- Esthomály (1997)
- Pánik az irányítótoronyban (1998)
- Felpörgetve (2001)
- Visszajátszás (2001)
- Robbanás a tengeren (2001)
- Chelsea Walls (2002)
- A festett ház (2003)
- Belső útvesztő (2003)
- Doktor House (2004)
- Falling Skies (2013)
- Doktor Murphy (egy epizód)

## Színpadi szerepei
- A szerelem mint találmány (2001)
- Hosszú út az éjszakába (2003)